# Винагорода
Винагоро́да — цінності, які отримує особа в обмін на послуги (роботи), які вона надала (виконала) для іншої особи. Зазвичай складається з грошової винагороди, яка часто називається розрахунки або заробітна плата. Проте, число додаткових вигод, як механізмии винагороди постійно збільшується.